# الدوري الأوروبي لكرة السلة 1958
الدوري الأوروبي لكرة السلة 1958 هو الموسم 1 من  الدوري الأوروبي لكرة السلة، وهو الموسم 1 من  كأس اوروبا لكرة السلة للسيدات ‏. أشرف على تنظيمه الاتحاد الأوروبي لكرة السلة، وكان عدد الأندية المشاركة فيه  23، وفاز فيه Rīgas ASK ‏.